# سیراکیوس (میزوری)
سیراکیوس (به انگلیسی: Syracuse) یک شهر در ایالات متحده آمریکا است که در شهرستان مورگان، میزوری واقع شده‌است. سیراکیوس ۰٫۹۸ کیلومتر مربع مساحت و ۱۷۲ نفر جمعیت دارد و ۲۸۱ متر بالاتر از سطح دریا قرار دارد.